# Provincia del Noroeste (Sierra Leona)
La provincia del Noroeste es una de las cinco provincias de Sierra Leona, creada en 2017 con parte de algunos de los distritos de la provincia del Norte.  Albergaba una población de 1 186 050 personas en 2021. La capital es Port Loko.

## Distritos
- Distrito de Kambia, con capital en Kambia.
- Distrito de Karene, con capital en Kamakwie.
- Distrito de Port Loko, con capital en Port Loko.